# Школьний Владислав Олександрович
Владислав Олександрович Школьний (нар. 14 березня 2002, Чернігів, Україна) — український футболіст, захисник «Чернігова».

## Життєпис
Футболом розпочав займатися у СДЮСШОР «Десна», звідки 2019 року переведений до «Десни» (U-19), яка виступала в юнацькому чемпіонаті України. Влітку 2021 року потрапив до заявки ФК «Кудрівка» на матчі аматорського чемпіонату України.

### «Чернігів»
23 серпня 2022 року підписав контракт з «Черніговом». У футболці городян дебютував 15 жовтня 2022 року в переможному (2:0) виїзному поєдинку 8-го туру Першої ліги України проти «Скорук». Владислав вийшов на поле на 90-й хвилині замість Дмитра Кулика. Першим голом за «Чернігів» 23 березня 2024 року на 70-й хвилині нічийного (2:2) домашнього поєдинку 1-го туру групи Вибування Першої ліги України проти хмельницького «Поділля». Школьний вийшов на поле в стартовому складі, на 35-й хвилині отримав жовту картку, а на 83-й хвилині його замінив Джиліндо Безгубченко.

## Статистика виступів

### Клубна
Станом на 14 травня 2023 року
| Клуб              | Сезон             | Ліга               | Ліга  | Ліга | Кубок | Кубок | Єврокубки | Єврокубки | Інші  | Інші | Загалом | Загалом |
| Клуб              | Сезон             | Дивізіон           | Матчі | Голи | Матчі | Голи  | Матчі     | Голи      | Матчі | Голи | Матчі   | Голи    |
| ----------------- | ----------------- | ------------------ | ----- | ---- | ----- | ----- | --------- | --------- | ----- | ---- | ------- | ------- |
| «Чернігів»        | 2022–23           | Перша ліга України | 5     | 0    | 0     | 0     | 0         | 0         | 0     | 0    | 5       | 0       |
| Усього за кар'єру | Усього за кар'єру | Усього за кар'єру  | 5     | 0    | 0     | 0     | 0         | 0         | 0     | 0    | 5       | 0       |